# 大分・別府ミステリー案内 歪んだ竹灯篭
『大分・別府ミステリー案内 歪んだ竹灯篭』（おおいた・べっぷミステリーあんない ゆがんだたけとうろう、英題：Retro Mystery Club Vol.2: The Beppu Case）は、ハッピーミールが開発しフライハイワークスより配信開始されたアドベンチャーゲーム。「ミステリー案内シリーズ」の第3弾。

## 物語
大分県にて、芸術家の名門・阿南家の伝統工芸の竹細工と、アートクリエイター集団アルテヌーブの最新デジタルアートを融合させた大型イベント「テクミックス」の開催が決まり注目が集まる。その矢先、SNSに開催中止を求める誹謗中傷や犯行予告が相次ぎ、地元テレビ局・大分かぼすテレビのレポーターの過激な報道などにより、騒ぎはどんどん大きくなってしまう。
日頃の活躍で広域特殊捜査部署に移っていた警視庁の刑事の主人公と後輩刑事の開明寺ケンは、「テクミックス」の警備チームとして大分県へ向かう。イベントに関わる者たちの熱い思いに触れてその成功を支えることを誓うも、思わぬ場所で不可解な死亡事件が起きてしまう。

## 登場人物
刑事（プレイヤー）
主人公。警視庁捜査一課に所属する刑事。ケンと共に新設された警視庁直属の部署・特殊広域捜査班（トッコウハン）に転属となる。前作までは名前はなかったが、今作よりプレイヤーが自由に4文字までの名前をつけられる。
開明寺 ケン （かいめいじ けん）
主人公の後輩刑事で、第1作から登場する。正義感と熱血感にあふれ、ご当地グルメとゲームが大好き。前作までは新人らしいブルーのスーツを着ていたが、今作では落ち着いたグレーのスーツを着ている。名前の由来は「解明・事件」。
麻生文花 （あそう ふみか）
アートクリエイティブ集団「アルテヌーブ」社に所属する新米の女性クリエイター。大分県出身で、郷里でのイベント開催実現のために心血を注ぐ。普段は両眼ともコンタクトで、仕事の時にはメガネをかける。
阿南創一郎 （あなん そういちろう）
芸術家を多く輩出してきた阿南家の現当主で、その技術は各方面から将来を嘱望されている。口数が少なく、母や妻に営業や納品を任せ、創作に専念している。
阿南翠 （あなん みどり）
阿南創一郎の妻。献身的に夫の創作生活を支えている。テクミックスの開催を誰よりも心待ちにしていた。
阿南久枝 （あなん ひさえ）
阿南創一郎の母。阿南家の伝統に誇りを持っており、息子の創一郎が思わぬ事件で狼狽える時にも、毅然とした態度で臨む。
白石季子（しらいし ときこ）
金鱗湖にある温泉旅館「風燐館」の美人女将。美魔女としてネット上でも有名で、多くの男性顧客を翻弄している様子。
山口アモン
アートクリエイティブ集団「アルテヌーブ」代表。IT社長として世間の注目を集め、文花たちスタッフからは「山口代表」と呼ばれ慕われている。誹謗中傷にも臆さない強い信念を持って、イベントの実現のために奔走する。
ミツ
阿南家に先代の頃から40年にわたり仕える家政婦。仕事をきっちりとこなし、数字や日数に対して驚異的な記憶力を持つ。周囲への注意も怠りない。
平田晒子（ひらた さいこ)
TVレポーター。大分かぼすテレビの番組などで自分のコーナーを持ち、過激な取材とインタビューで人気を博す。「（耳寄り情報を）真空パックで産地直送！」が口癖。
荒金ともひこ
「日本の経済を回すおじさん」として知られている投資家。テクミックスのメインスポンサーとなり、大分滞在中に県内の様々な名所を巡ってはSNSにアップしている。
井上きりお
井上医院院長。阿南家とは長い付き合いで、かかりつけ医として久枝や翠の様子もよく知る。
西沢こういち
雑誌記者。自称「正義のルポライター」。超常現象を追って大分に来ている。第1作・第2作にも登場した人物で、カナという娘がいる。
上田よしひで
警視庁捜査一課課長。主人公やケンの頼れる上司。ケンからは「上さま」と呼ばれ恐れられている。ケンには厳しくあたるが成長を期待している。
桃沢セイナ
今をときめく人気アイドル。第1作・第2作でもポスターなどでその名前と存在は知らされており、今作で主人公とケンは初めて本人に出会うことになる。

## 楽曲

### テーマソング
あの未来へ
歌：星守紗凪、作詞/作曲：森彰子

## ミニゲーム

### K・DRONES
- シーンによっては、スマホの中で遊べるミニゲーム。当初は残機1のエンドレスモードのみだが、犯人を逮捕しクリアすると、残機3のステージモードも遊べるようになる。
- 開発はシティコネクションが担当しており、同社が権利を保有するジャレコの「エクセリオン」がベースとなっている。

## その他
- セーブスロットが第1作では1つ、第2作では5つだったが、今作は10ヶ所に増加した。
- 操作中の様々な行動によって、クリア後に「おまけ」として、5人の登場人物の事件解決から5ヶ月後を描くミニストーリーが開放される。
- 2022年8月27日〜28日、舞台地の一つである大分県玖珠町の豊後森機関庫公園にて発売記念イベント「テクミッ玖珠2022」が開催され、開発者トークショーやミニコンサート、交流バーベキューなどが行われた。